# Rödgul taggsvamp
Rödgul taggsvamp (Hydnum rufescens) är en svampart som beskrevs av Pers. 1800. Rödgul taggsvamp ingår i släktet mat-taggsvampar,  och familjen Hydnaceae.  Artens status i Sverige är: Reproducerande. Inga underarter finns listade.
Rödgul taggsvamp räknades som handelssvamp i Finland och kunde säljas tillsammans med blek taggsvamp. Den anses lämplig som handelssvamp också av Nordiska ministerrådets expertgrupp.

## Externa länkar

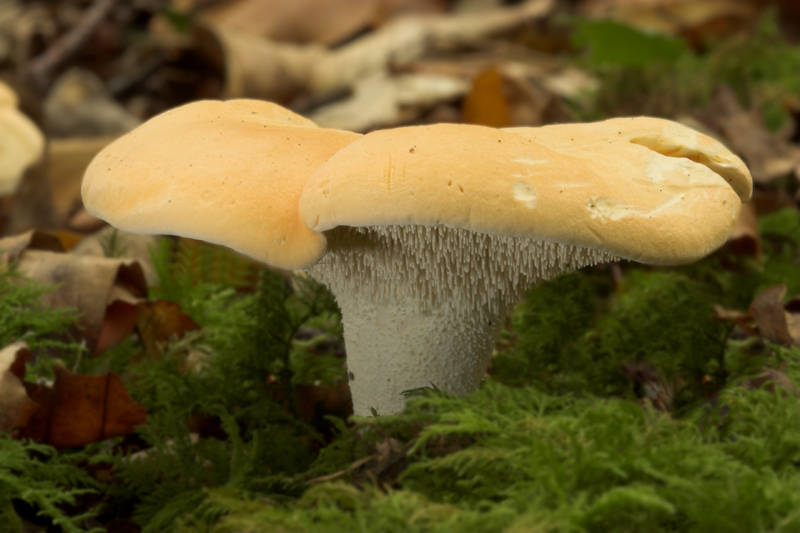
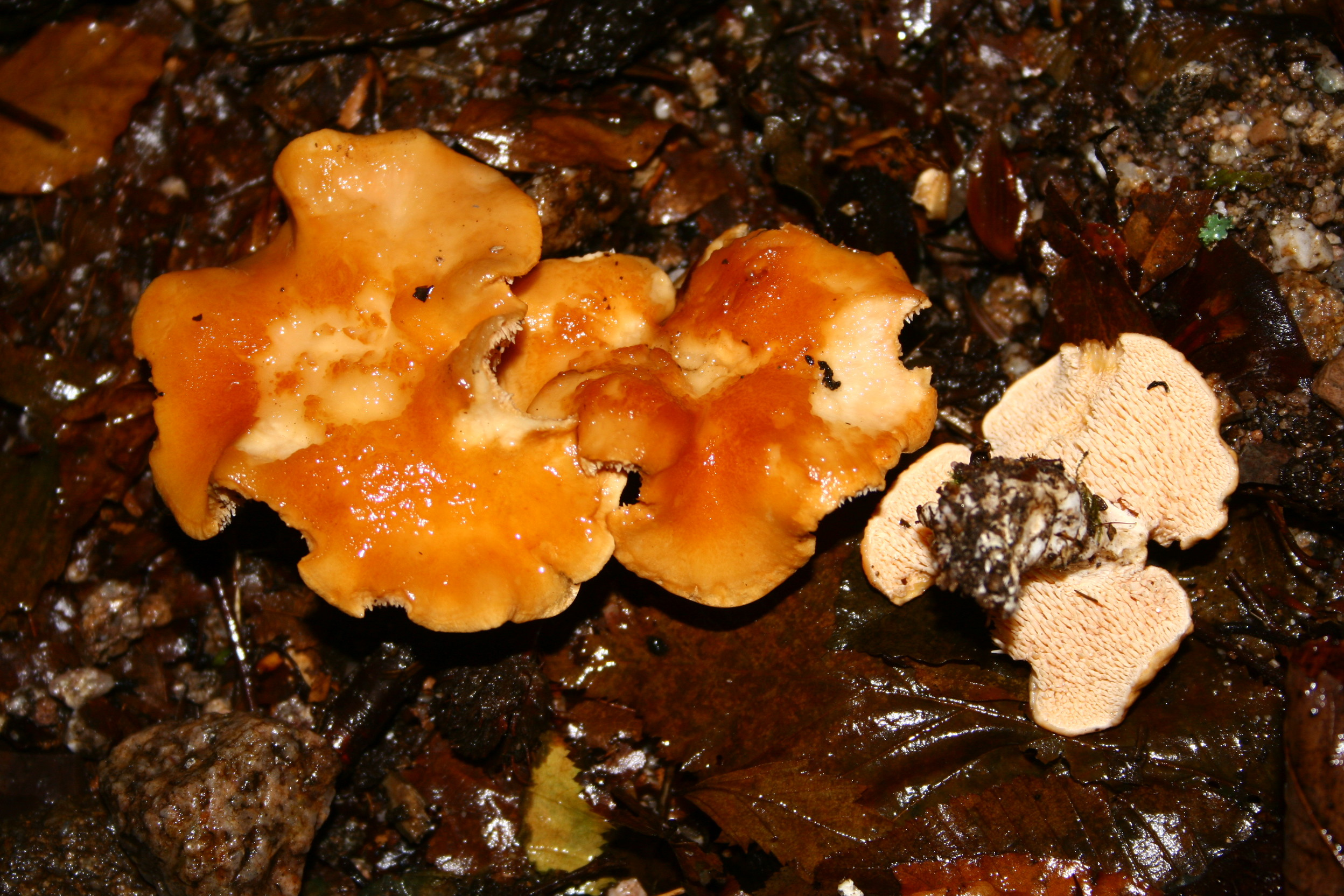